# Dr. Living Dead!
Dr. Living Dead! est un groupe suédois de thrash metal, originaire de Stockholm.

## Histoire
Le groupe est formé en 2007 et tire son nom d'une expérience menée par le gouvernement des États-Unis. Il s'agissait de créer un super-soldat à l'aide de déchets toxiques et de deux cerveaux. Lorsque l'expérience échoue, le sujet est envoyé dans l'espace d'où il part en quête de vengeance. L'année même de sa création, le groupe sort sa première démo Thrash After Death, dont le titre est censé rendre hommage à l'album live Live After Death d'Iron Maiden. Un an plus tard, la deuxième démo Thrashing the Law suit, le batteur Dr. Ape passant au chant. Son successeur à la batterie est Dr. New Drummer, qui est remplacé un an plus tard par Dr. Dawn. Finalement, le groupe est signé par High Roller Records, qui publie son premier album éponyme en 2011. L'album est produit par l'ancien batteur de Dismember, Fred Estby.
Dr. Living Dead! effectue une tournée européenne avec Evile et Portrait. En 2012, le groupe joue au Rock Hard Festival avant d'enregistrer son deuxième album studio, Radioactive Intervention. En l'espace de deux semaines, l'album est nouveau produit par Fred Estby. Le magazine allemand Metal Hammer élit Radioactive Intervention album du mois. En 2013, le groupe participe au Hellfest.
En août 2022, le groupe annonce sa séparation. 

## Discographie
- 2007 : Thrash After Death (démo)
- 2008 : Thrashing the Law (démo)
- 2011 : Dr. Living Dead!
- 2012 : Radioactive Intervention
- 2015 : Crush the Sublime Gods
- 2017 : Cosmic Conqueror